# يويشيرو هاتا
يويشيرو هاتا هو سياسي ياباني، ولد في 29 يوليو 1967 في سيتاغايا في اليابان. نشط حزبياً في الحزب الديمقراطي الياباني. وقد انتخب عضو مجلس المستشارين ‏ عن دائرة ناحية ناغانو الكلية ‏ وقد انضم خلال فترته النيابية للكتلة البرلمانية الحزب الديمقراطي.

## وصلات خارجية
- الموقع الرسمي